# Homalium brachybotrys
Homalium brachybotrys är en videväxtart som först beskrevs av F. Müll., och fick sitt nu gällande namn av F. Müll.. Homalium brachybotrys ingår i släktet Homalium och familjen videväxter. Inga underarter finns listade i Catalogue of Life.